# Епархия Вакарии
Епархия Вакарии (лат. Dioecesis Vaccariensis) — епархия Римско-католической церкви c центром в городе Вакария, Бразилия. Епархия Вакарии входит в митрополию Пасу-Фунду. Кафедральным собором Епархии Вакарии является собор Пресвятой Девы Марии.

## История
8 сентября 1934 года Римский папа Пий XI выпустил буллу Dominici Gregis, которой учредил территориальную прелатуру Вакарии, выделив её из архиепархии Порту-Алегри. В этот же день епархия Вакарии вошла в митрополию Порту-Алегри.
8 января 1957 года Римский папа Пий XII издал буллу Qui vicaria potestate, которой преобразовал территориальную прелатуру Вакарии в епархию.
3 апреля 2011 года епархия Вакарии передала часть своей территории новой архиепархии Пасу-Фунду.

## Ординарии епархии
- епископ Cândido Julio Bampi (27.06.1936 — 18.01.1957);
- епископ Augusto Petró (16.05.1958 — 12.03.1964) — назначен епископом Уругуаяны;
- епископ Henrique Gelain (28.03.1964 — 5.02.1986);
- епископ Orlando Octacílio Dotti (5.02.1986 — 12.11.2003);
- епископ Pedro Sbalchiero Neto (12.11.2003 — 3.07.2007);
- епископ Irineu Gassen (28.05.2008 — по настоящее время).

## Источник
- Annuario Pontificio, Ватикан, 2007
- Булла Dominici gregis, AAS 27 (1935), стр. 356  (лат.)
- Булла Qui vicaria potestate, AAS 49 (1957), стр. 393  (лат.)